# Spanjolett

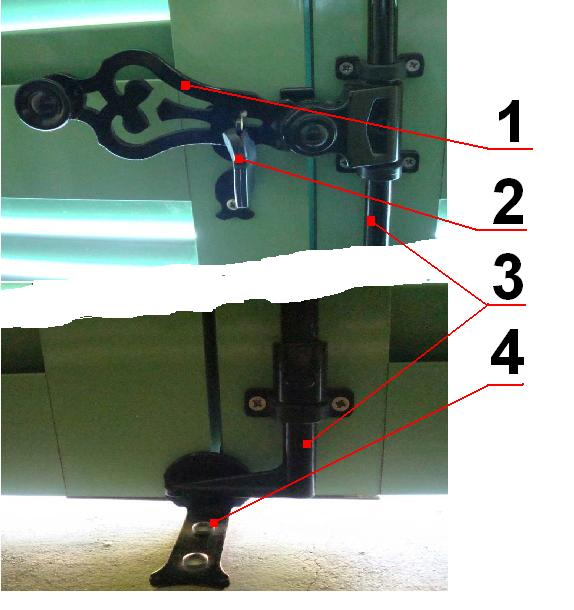
Spanjolettlåsskena

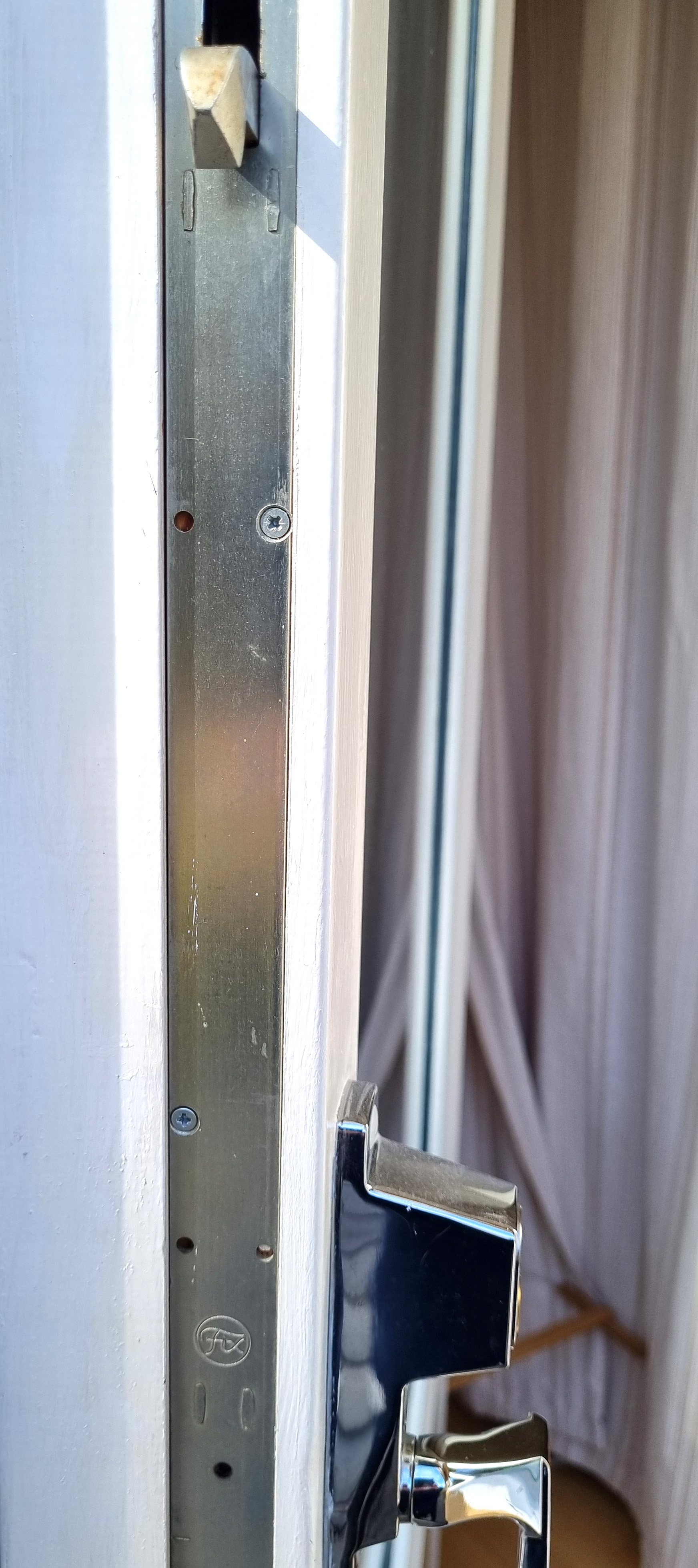
Mittersta delen av en Fix spanjolett in monterad i en fönsterdörr år 1992 med en hakregel överst och handtaget till höger. Foto från april 2025.

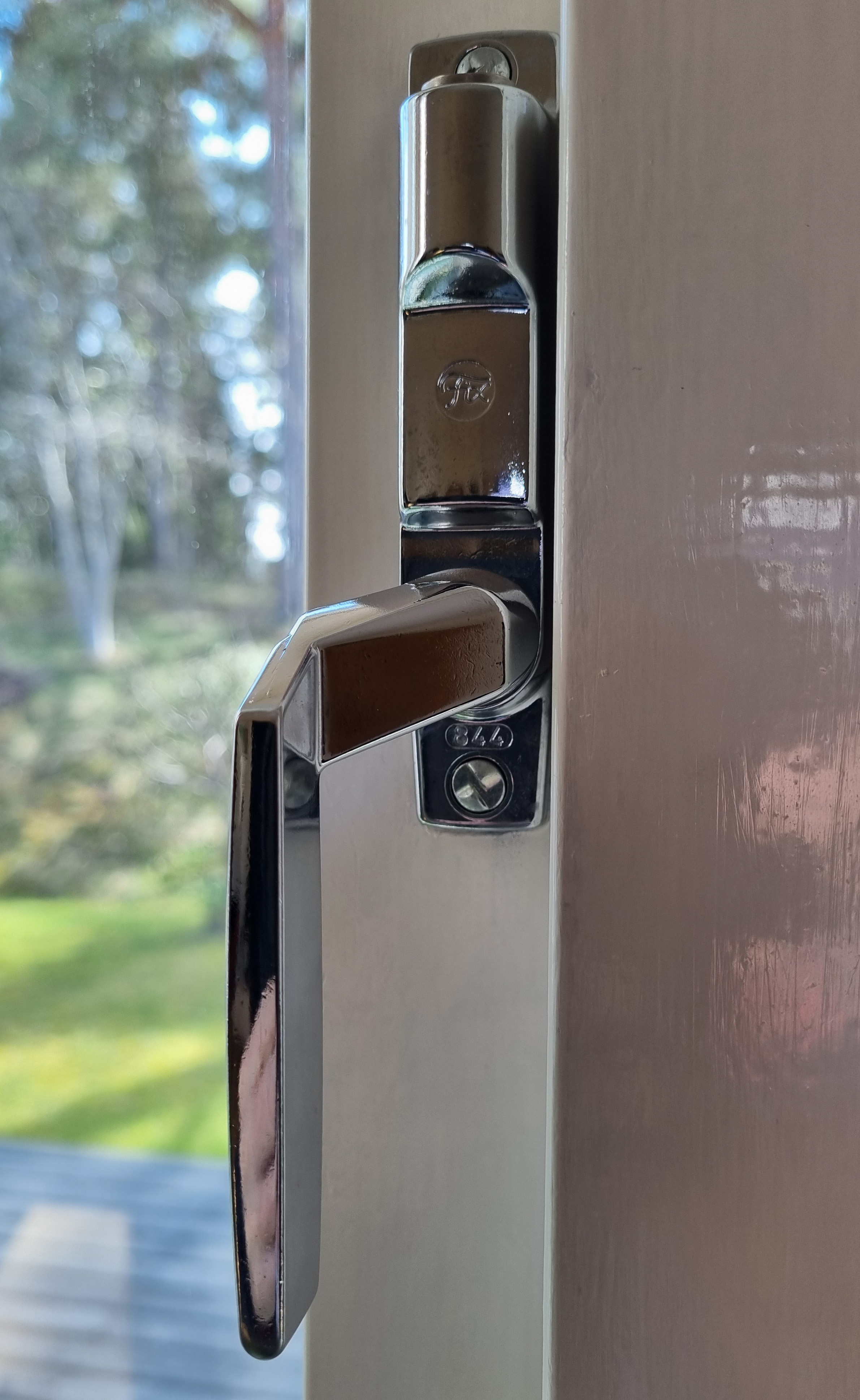
Fix-spanjolettlås, dess handtag nr 844, inmonterad i ett fönster år 1992. Foto från april 2025.

Spanjolett är en låsskena i fönster och fönsterdörr. Skenan kopplar låset vid handtaget till kolvar längre ner och högre upp på fönstret för att få en bättre fasthållning av fönstret. På fönsterdörr finns oftast även en kolv på mitten av dörren. Kolvtyper kan variera från kilande (för tätning) och hakande (för ökad säkerhet). Stavas även espagnolett. 